# Трансверсальность
Трансверсальность — условие общего положения на пересечение гладких многообразий.
Иногда используется обозначение 
{\displaystyle M\pitchfork N}
для трансверсально пересекающихся подмногообразий {\displaystyle M} и {\displaystyle N}.

## Определение
Два гладких подмногообразия {\displaystyle M} и {\displaystyle N}, вложенные в объемлющее пространство {\displaystyle S}, пересекаются трансверсально в точке {\displaystyle p}, если соответствующие касательные пространства {\displaystyle T_{p}(M)} и {\displaystyle T_{p}(N)} порождают всё касательное пространство объемлющего многообразия в точке {\displaystyle p}, то есть {\displaystyle T_{p}(M)+T_{p}(N)=T_{p}(S)}.

## Свойства
- Условие трансверсальности пересечения является условием общего положения. То есть, если даны два произвольных гладких подмногообразия {\displaystyle M} и {\displaystyle N}, то произвольно малой гладкой деформацией {\displaystyle N} можно добиться того, чтобы многообразия пересекались трансверсально в любой точке их пересечения.
  - В частности, если суммарная размерность {\displaystyle M} и {\displaystyle N} строго меньше чем размерность объемлющего пространства, то после произвольно малой деформации можно добиться того, что подмногообразия не имеют точек пересечения.